# Jaime Delgado Martín
Jaime Delgado Martín (1923-1993) fue un historiador español, catedrático de historia de América.

## Biografía
Nacido en Madrid el 25 de enero de 1923. Falangista, pupilo de Ciriaco Pérez Bustamante, se doctoró con su tesis España y México en el siglo XIX. Fue catedrático primero en la Universidad de Barcelona y luego en la Universidad Complutense de Madrid.
Historiador americanista, director del Boletín Americanista, se interesó por temas como las culturas aborígenes, la colonia o la independencia. En febrero de 1972 se puso al frente de la Dirección General de Cultura Popular y Espectáculos (luego renombrada en agosto de 1972 como Dirección General de Cultura Popular) del Ministerio de Información y Turismo, responsable de la censura en el régimen franquista. Posteriormente, en enero de 1974, fue nombrado delegado nacional de Cultura del Movimiento.
Patrono de la Fundación Cánovas del Castillo, falleció el 10 de enero de 1993 en Madrid.

## Distinciones
- Gran Cruz de la Orden del Mérito Civil (1964)[9]